# 비헌

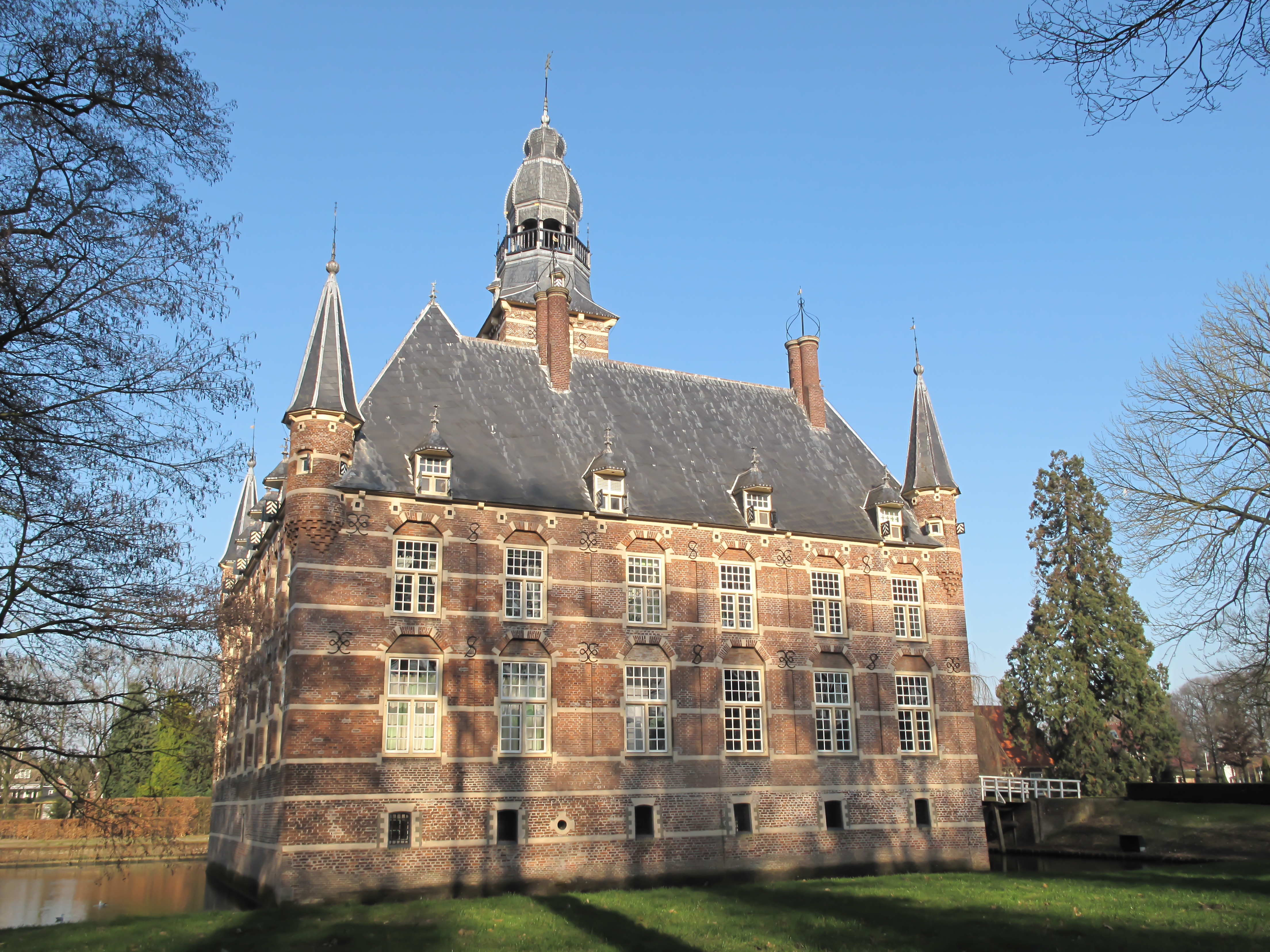
베이헌

비헌의 위치

비헌(네덜란드어: Wijchen, ˈʋixə(n))은 네덜란드 헬데를란트주의 도시로 면적은 69.56km2, 높이는 9m, 인구는 40,958명(2014년 5월 기준), 인구 밀도는 616명/km2이다.

시기
시 문장